# Askari (Fortuny)
L'Askari è un dipinto su tavola realizzato da Marià Fortuny i Marsal nel 1860 circa e che si conserva attualmente nella biblioteca-museo Víctor Balaguer di Barcellona, con il numero d'inventario 3831 da quando entrò nel 1895, grazie a Pedro Bové Montseny. Lo stesso Fortuny aveva regalato questo quadro al suo amico Pedro Bové, che lo aveva aiutato a pagare l'esenzione dal servizio militare.
L'artista dipinse quest'opera durante il suo soggiorno in Marocco, dove fu un cronista grafico della cosiddetta guerra d'Africa (1860).

## Descrizione
Questo è il ritratto di un àscari, un soldato indigeno marocchino al servizio delle forze coloniali. L'uomo appare a figura intera, in piedi e al centro della composizione, davanti a uno sfondo scuro e grigiastro, dinanzi all'entrata di una prigione sotterranea. Tiene un lungo fucile con entrambe le mani e indossa sulla testa un turbante blu, giallo e rosso, una tunica bianca aperta ai lati, una cintura rossa e dei pantaloni sempre di colore rosso. Indossa una gellaba, ha le braccia scoperte e porta un orecchino a cerchio all'orecchio. L'opera è di una pennellata vibrante e vigorosa e dai contorni spezzati dalla linea nervosa. Nel quadro si può leggere la scritta «Fortuny».